# Nová noční můra
Nová noční můra je sedmé a poslední pokračování hororové série filmů s názvem Noční můra v Elm Street.

## Děj
Heather Langenkampové se zdá zlý sen, ve kterém vidí, jak Freddyho rukavice zabije dva asistenty
režie a jejího manžela řízne do ruky. Když se probudí myslí si, že vše byl jenom sen, ale najednou si všimne, že její manžel má opravdu řeznou ránu na ruce. Wes Craven se rozhodne natočit další díl Noční můry v Elm Street a Heather nabídne ve filmu roli, ale ta jí ze strachu odmítne. Později se Heather dovídá, že její manžel na filmu spolupracuje a tak mu zavolá, aby přijel domů. Když Heatheřin manžel cestou domů za volantem usne, zabije ho Freddyho rukavice, kterou Heather viděla ve snu. Při pohřbu svého manžela Heather vinou zemětřesení upadne a praští se do hlavy, načež začne mít zlý sen, ve kterém vidí jak jejího syna Dylana unáší Freddy. Po několika děsivých snech se Heather rozhodne jet za Wesem Cravenem, aby se ho zeptala jak dopadne příběh v jeho novém scénáři, ale Wes Craven jí nedokáže odpovědět, protože scénář nemá dopsaný. Proto se musí Heather vydat do podzemí, kde najde dopsaný scénář a kde svede poslední souboj s Freddym Kruegerem.

## Hrají
- Robert Englund (Freddy Krueger / sám sebe)
- Heather Langenkamp (Nancy Thompsonová / sama sebe)
- John Saxon (sám sebe)
- Miko Hughes (Dylan)
- Robert Shaye (sám sebe)
- Wes Craven (sám sebe)
- Sara Risher (sama sebe)
- Marianne Maddalena (sama sebe)
- David Newsom (Chase Porter)
- Tracy Middendorf (Julie)